# ハッピータイム (ソフトバンクモバイル)
ハッピータイムとは、2003年10月1日に開始したソフトバンクモバイルのサービス。

## 概要
ボーダフォンの通話料割引サービスで2003年11月1日に開始された。当初「ハッピータイム」は土・日・祝日のボーダフォン同士の通話において料金プランを問わず自動的に通話料5.25円（税込）/分　になるサービスだった。翌年の2004年7月1日にサービスが改定され「ハッピータイム2」となって土・日・祝日のボーダフォン同士の通話において通話時間が5分を超えるとその後の30分間の通話は課金されない（つまり無料となる）制度となった。なお、2009年1月現在他社の追随は見られない。

## 沿革
- 2006年10月1日 - ボーダフォンの日本法人がソフトバンクに買収されたことから、名称を「ボーダフォンハッピータイム」から「ハッピータイム」に変更する。

## サービス内容

### ハッピータイム
- 適用期間:2003年10月1日から2004年6月30日まで
- 適用対象:（プリペイド契約を含む）すべてのボーダフォン回線における音声通話及びTVコール通信
- サービス内容:土・日・祝日のボーダフォン同士の通話において料金プランを問わず自動的に通話料5.25円（税込）/分になる。なおプリペイドの場合は通話料5円（税込）/分になる。

### ハッピータイム2
- 適用期間:2004年7月1日から
- 適用対象:（プリペイド契約及び2006年10月以降提供開始の料金プランを除く）ソフトバンクモバイル回線における音声通話
- サービス内容:土・日・祝日のソフトバンクモバイル同士の通話において通話時間が5分を超えるとその後の30分間の通話において課金されない。

### 料金比較
- ハッピータイム2はバリューパックで昼間に通話した場合（40円/分・税込43.2円）。
- 表は見やすさを重視し税抜表示である

## サービスの改定
「ハッピータイム」のスタート当初、ボーダフォンはカタログやテレビコマーシャルなどで、同時期にサービス開始したボーダフォンハッピータイムとハッピーボーナスを合わせて広告していた。しかし翌2004年、「ハッピータイム」に替わり「ハッピータイム2」を同年7月からスタートさせると発表すると、インターネットを中心にユーザーから「サービスの改悪」という批判が寄せられた。結局ボーダフォン側は、この料金改定を理由とする解約ではハッピーボーナスの解除料請求をしないことを発表した。
ただしハッピータイムは指定割および家族間の通話による割引の対象ではなかったが、ハッピータイム2は指定割および家族間での通話での割引が適用され半額となるため、ハッピータイム2の方が割引率が良い場合もある。しかし一定時間以上通話しないとハッピータイムより料金が安くならないため依然として一方的なサービスの改悪と感じる人が多い。
また、ハッピータイムの時はプリペイド携帯（Pj・ボーダフォンプリペイドサービス）も対象であったため、ハッピータイムでの利用を目的にプリペイド携帯を購入した人もいたが、改定されたハッピータイム2ではプリペイド携帯は対象にならなかった。そのため、残金の返金を求める人もいたが当時のボーダフォン側の対応は不明。

## 現在(2014/5)の適用状況について
SoftBank 6-2のサービス終了に伴い旧料金プランの多くが廃止されたため、現存する「ハッピータイム2」対象の料金プランは旧ボーダフォン時代に提供されていた料金プランのみである。その料金プランから変更せずに継続利用していれば現在でも適用されている。ただし、My SoftBankや紙請求書の請求内訳における通話料の項目は「ハッピータイム2」適用後の料金であるため、その請求月の通話時間を正確に把握していなければ、実際に適用されているかどうかの確認は難しい。有料の通話料明細書サービスでは、対象時間の通話料金が減額されて記載されるため、容易に確認することができる。
なお、新スーパーボーナスを利用して機種変更する場合や新スーパーボーナスを利用しない場合でも4G/LTE対応のスマートフォンやiPhoneに契約変更をする場合は旧ボーダフォン時代の料金プランを継続利用できないため、「ハッピータイム2」の適用は終了する。